# Jossi Peled

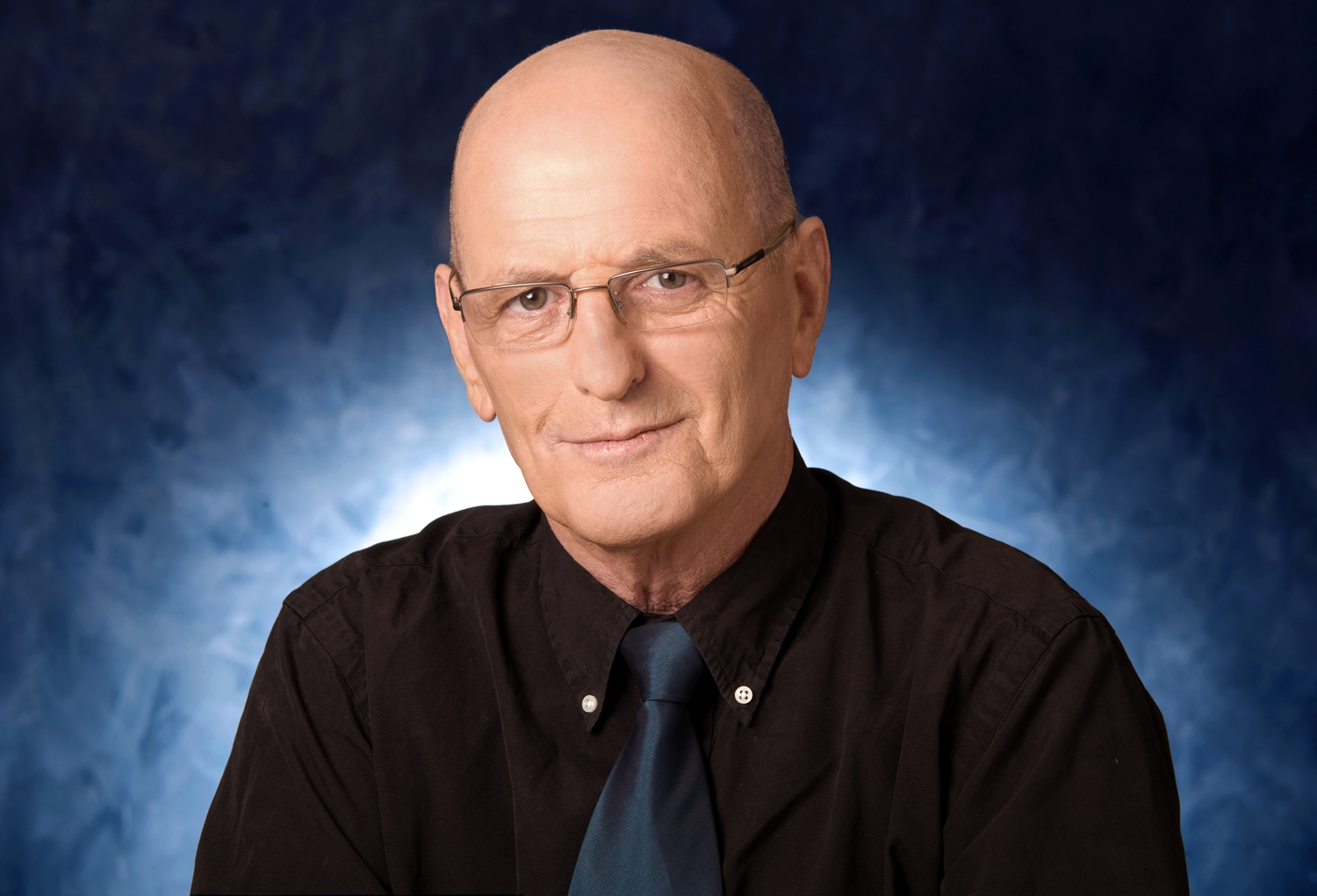
Jossi Peled

Jossi Peled (auch Yossi Peled, hebräisch יוסי פלד, * 18. Januar 1941 in Belgien) ist ein israelischer Politiker und ehemaliger Militär.

## Leben
Jossi Peled  wurde als Jozef (Jefke) Mendelevich geboren. Seine Eltern flüchteten aus dem deutsch besetzten Polen in das ebenfalls von Deutschen besetzte Belgien. Jossi und seine Schwester wurden zur Sicherheit unter falscher Identität in eine christliche belgische Familie gegeben. Außer seiner Mutter wurden alle Verwandten im Holocaust vergast, die Mutter wurde zur Zwangsarbeit gezwungen und war später traumatisiert. Sie zog nach dem Krieg aus Europa nach Palästina. Peled studierte in Israel Geschichte an der Universität Tel Aviv.
Peled zog in den Kibbuz Negba, wurde Berufssoldat im israelischen Militär und war in dessen bewaffneten Konflikten eingesetzt. Im Sechstagekrieg 1967 war er Kompaniechef, im darauf folgenden, so genannten Abnutzungskrieg zwischen 1968 und 1970 war er Bataillonskommandeur. Im Jom-Kippur-Krieg 1973 war er Brigadegeneral an der syrischen Front auf den Golanhöhen. Nach dem Libanonkrieg 1982 wurde er von 1986 bis 1991 Kommandeur des Israelischen Nordkommandos im Rang eines Generalmajors (Aluf).
Peled war in den 1990er Jahren als CEO beim privaten Fernsehsender Tadiran Telecom tätig und danach in der staatlichen Rundfunkaufsicht.
1996 trat er dem konservativen Parteienbündnis Likud bei und wurde bei der Israelischen Parlamentswahl 2009 in die Knesset gewählt. Er war Minister ohne Geschäftsbereich in der zweiten Regierungsperiode von Benjamin Netanjahu.